# Weixi
Weixi, även känd som Weisin eller Balung, är ett autonomt härad för lisu-folket i  den autonoma prefekturen med Dêqên i Yunnan-provinsen i sydvästra Kina. 